# Heteropetalum
Heteropetalum là chi thực vật có hoa trong họ Annonaceae.